# Queensberry (musikgrupp)
Queensberry är en tysk musikgrupp. Bandet bildades år 2008 genom den sjunde säsongen av den tyska versionen av TV-programmet Popstars. Originalmedlemmarna var Leonore Bartsch, Gabriella De Almeida Rinne, Antonella Trapani och Victoria Ulbrich. Den 7 juli 2010 lämnade Antonella och Victoria gruppen och byttes ut mot Ronja Hilbig och Selina Herrero. Den senare lämnade dock 2012 vilket gör att gruppen idag består av de tre medlemmarna Leonore, Gabriella och Ronja. Gruppen har släppt tre studioalbum och fem singlar.
Gruppen la dock ner 2013.

## Karriär

### Volume I
Debutalbumet var Volume I som gavs ut den 12 december 2008. Albumet nådde höga placeringar på albumlistorna i både Tyskland, Schweiz och Österrike. Singlarna från debutalbumet var "No Smoke" och "I Can't Stop Feeling". Båda blev framgångsrika även om "No Smoke" bara kom in på den schweiziska singellistan medan "I Can't Stop Feeling" gjorde det även i Tyskland och Österrike.

### On My Own
Den 6 november 2009 kom det andra albumet On My Own. Även detta blev framgångsrikt i Tyskland, Schweiz och Österrike även om inte lika mycket som debutalbumet. Albumets första singel blev "Too Young" som släpptes den 22 maj 2009. Den nådde femte plats på den tyska singellistan, tolfte plats på den österrikiska och trettiotredje plats på den schweiziska. Den andra singeln från albumet "Hello (Turn Your Radio On)" släpptes den 11 september 2009. Denna placerade sig lite bättre på singellistorna än "Too Young" då den debuterade som fyra på den tyska, tolva på den österrikiska och tjugonia på den schweiziska.

### Chapter 3
Ett tredje studioalbum med titeln Chapter 3 släpptes den 22 juni 2012 efter att gruppen nu gått ner från fyra medlemmar till tre. Inför albumet släpptes singeln "Timeless" den 1 juni som gruppens första från albumet och femte totalt. Singeln debuterade på plats 90 på den tyska singellistan vecka 25 men återvände inte veckan efter.

## Diskografi

### Album
- 2008 – Volume I
- 2009 – On My Own
- 2012 – Chapter 3

### Singlar
- 2009 – "No Smoke"
- 2009 – "I Can't Stop Feeling"
- 2009 – "Too Young"
- 2009 – "Hello (Turn Your Radio On)"
- 2012 – "Timeless"